# Pongo de Rentema
El pongo de Rentema es un pongo que se encuentra ubicado en la provincia de Bagua, región de Amazonas en Perú, a unos 14 kilómetros aproximadamente de la ciudad de Bagua y es considerado un atractivo turístico. Se encuentra a una altitud de 379 m s.n.m.
El pueblo awajun considera al pongo un lugar sagrado.

## Descripción
El pongo de Rentema es el primero de muchos accidentes geográficos creados por el río Marañón tras miles de años de erosionar los Andes en su camino a la selva. El pongo de Rentema tiene una longitud de más de 2 km de largo y de 60 m de ancho en su tramo más angosto. Se ubica en la confluencia de cuatro ríos: el Chinchipe —que baja del Ecuador—, del río Utcubamba, y el Marañón, que recibe las aguas de los dos primeros. Además en rumbo noroeste hay otro río sin nombre.